# Dâmbureni
Dâmbureni falu Romániában, Erdélyben, Fehér megyében. Közigazgatásilag Bisztra községhez tartozik.

## Fekvése
Hudricești mellett fekvő település.

## Története
Dâmbureni korábban része volt, 1956-ban vált külön, 176 lakossal. 1966-ban 144, 1977-ben 107, 1992-ben 70, a 2002-es népszámláláskor 68 román lakosa volt.